# Molophilus (Molophilus) momus
Molophilus (Molophilus) momus is een tweevleugelige uit de familie steltmuggen (Limoniidae). De soort komt voor in het Oriëntaals gebied.